# Какар, Абдул Вахид
 Абдул Вахид Какар (англ. Abdul Waheed Kakar; 20 марта 1937) — генерал пакистанских вооружённых сил, занимал должность командующего сухопутными войсками Пакистана с 12 января 1993 по 12 января 1996 года. 

## Биография
18 октября 1959 году закончил Национальный оборонный университет в городе Равалпинди. Принимал участие во Второй индо-пакистанской войне и Третьей индо-пакистанской войне в составе мотострелковых подразделений пакистанской армии. Дослужился до звания генерала, занимал должность командующего сухопутными войсками (1993-1996). Под его руководством были разработаны и поступили на вооружение страны баллистические ракеты средней дальности Шахин-I. В сентябре 1995 года принял участие в предотвращении военного переворота в Пакистане.